# ديفيد برانش
ديفيد برانش هو مسير رياضي كندي، ولد في 27 نوفمبر 1948 في باثرست ‏ في كندا.